# آلدی

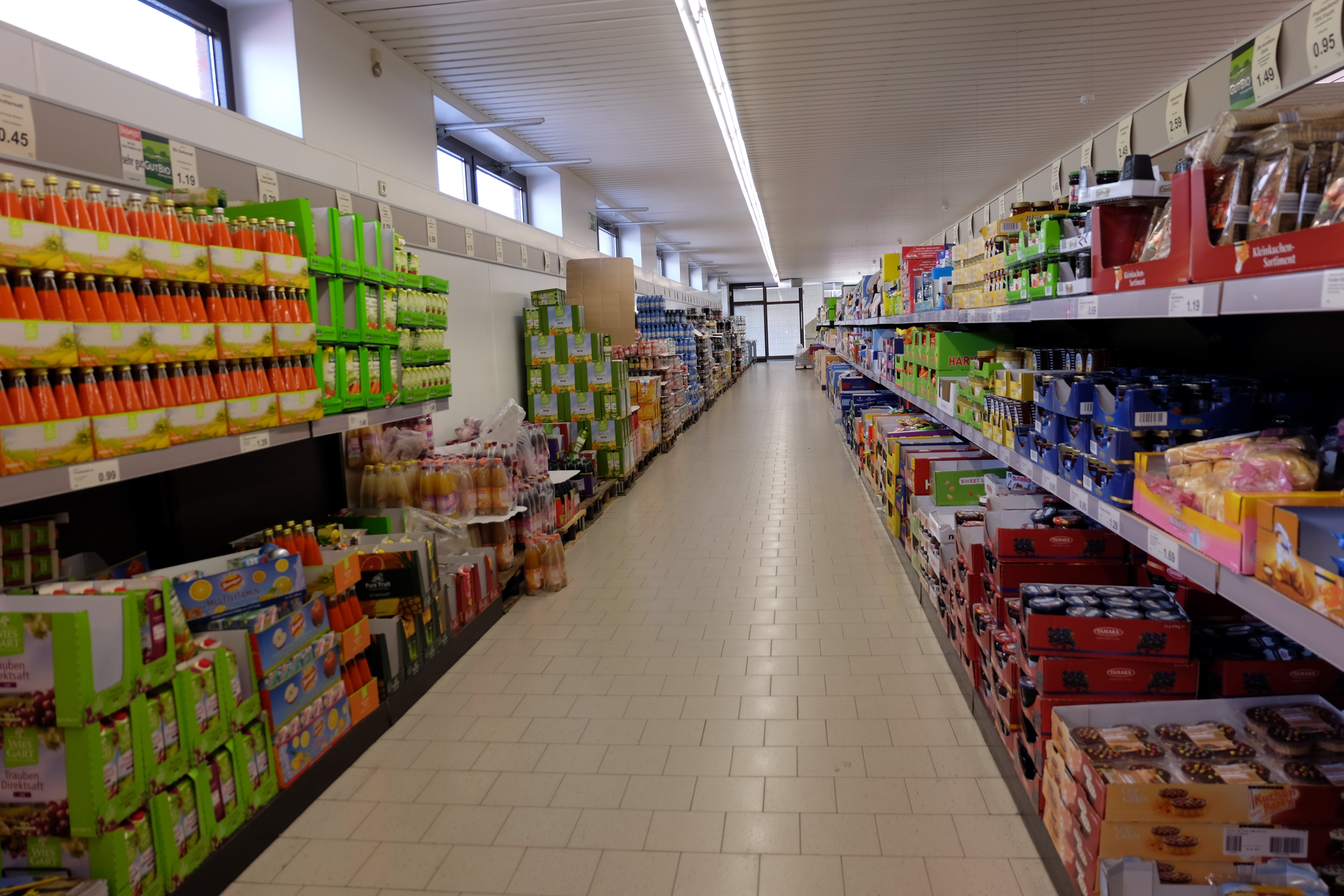
در تصویر دیده می‌شود که اجناس بخاطر صرفه جویی زمان در جعبه داخل قفسه‌ها قرار می‌گیرند

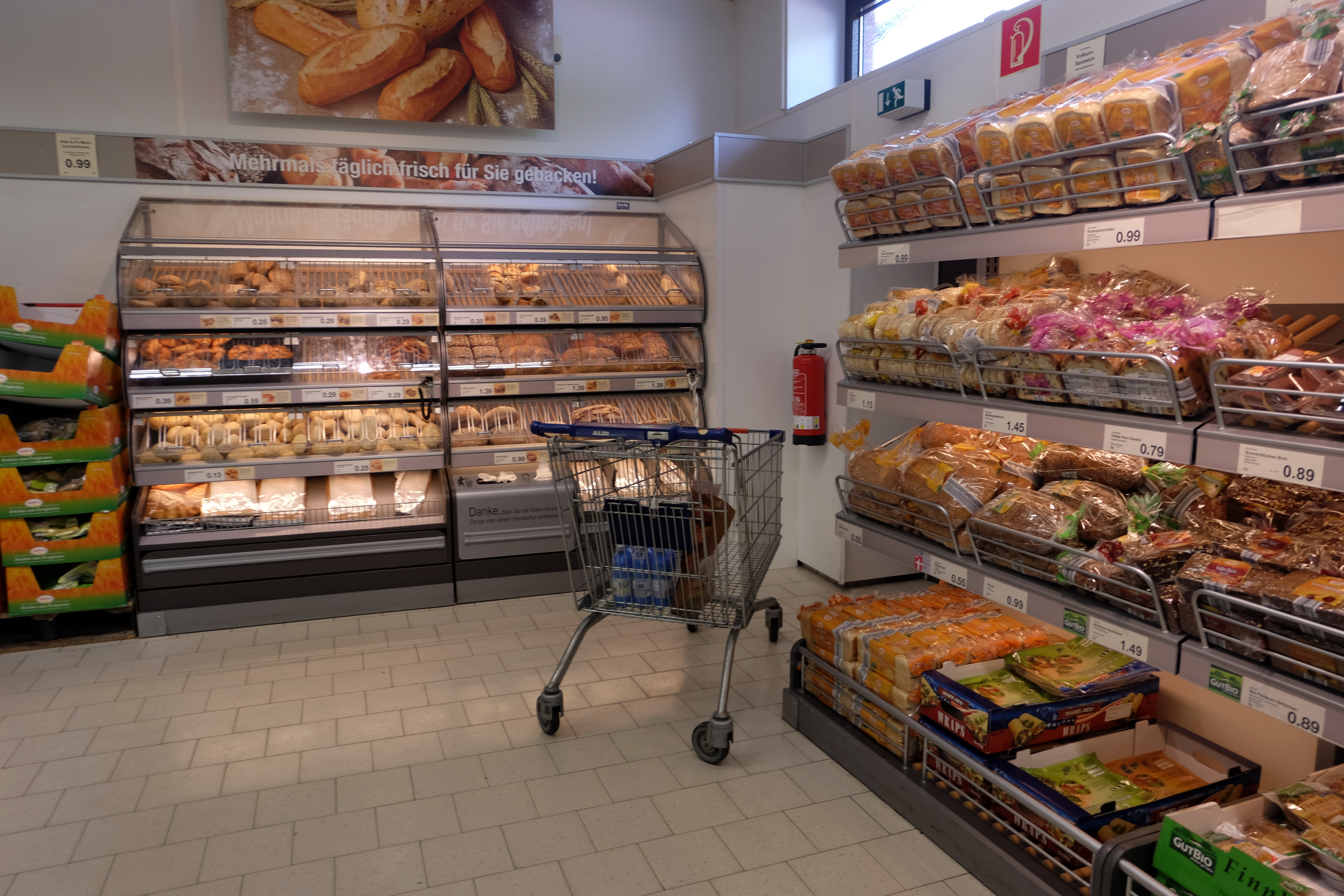

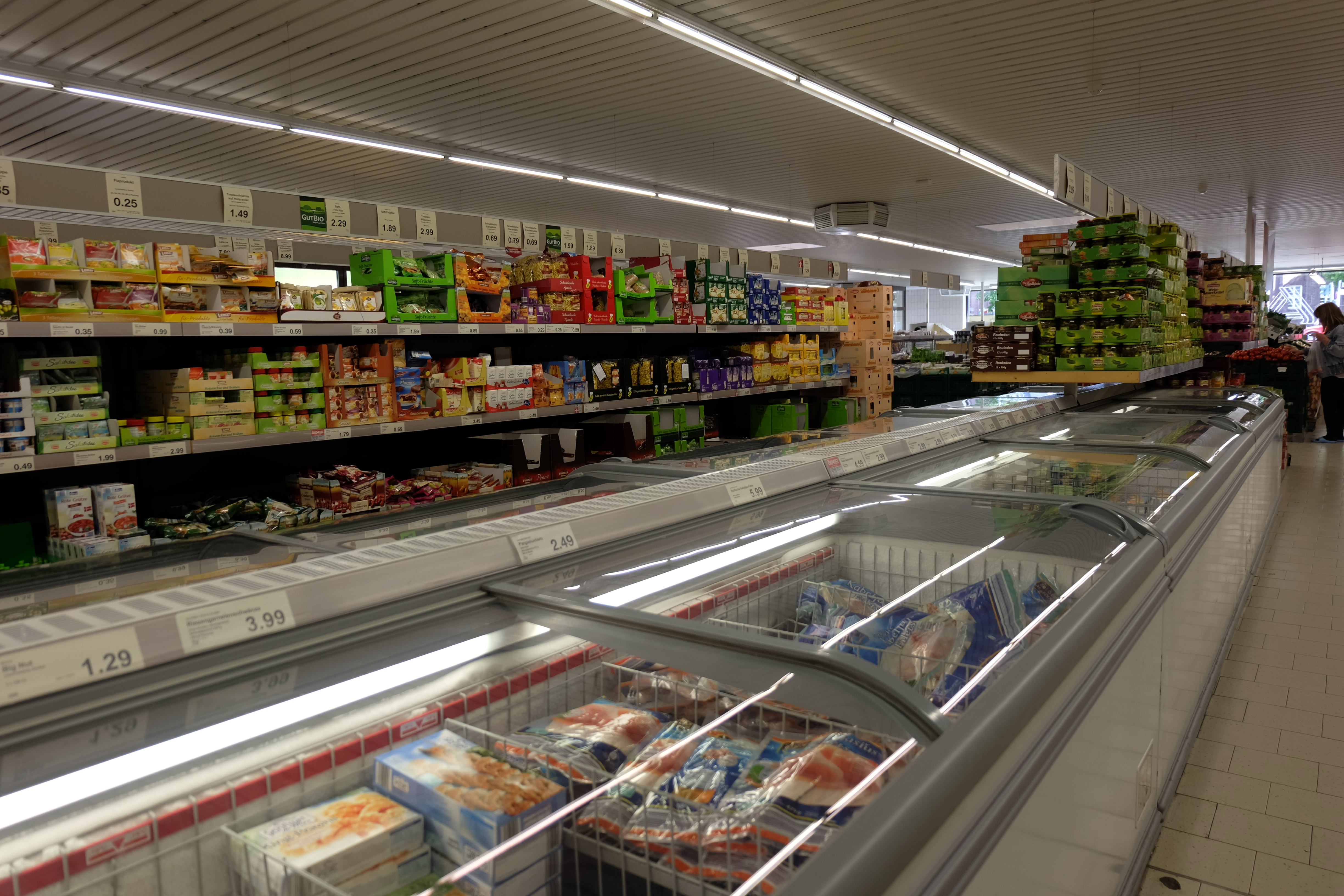

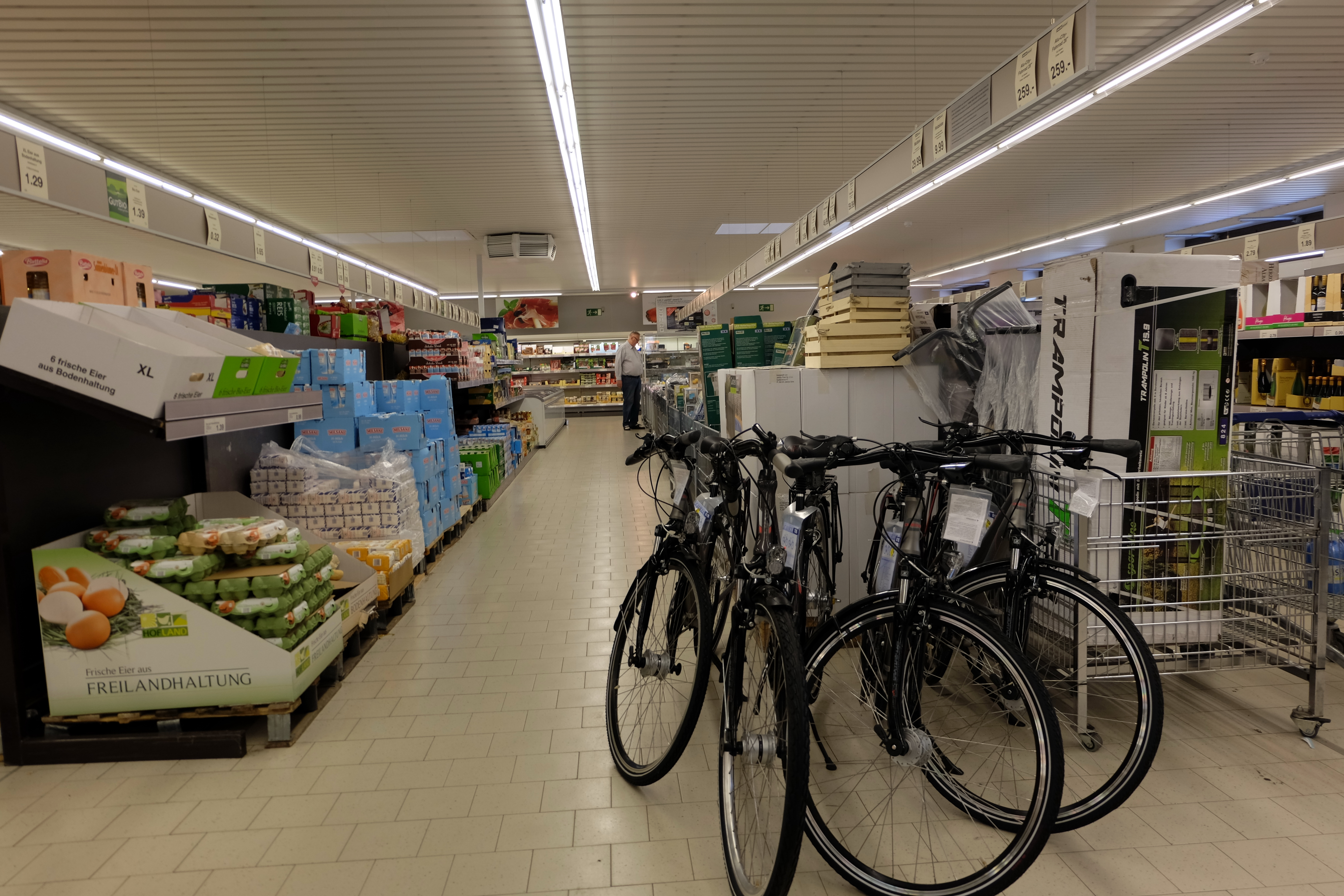

آلدی (به آلمانی: Aldi) (مخفف Albrecht Discount) نام دو شرکت مستقل آلمانی با منشأ مشترک در گذشته‌است که در جمع مالک بزرگترین شبکه فروشگاه‌های زنجیره‌ای در اروپا از نوع فروشگاه‌های تخفیفی هستند و در دو بخش بزرگ آلدی جنوبی و آلدی شمالی فعالیت می‌کنند. این دو شرکت بر حسب نام (و طبق قرارداد)، نیمه شمالی و جنوبی کشور آلمان را پوشش می‌دهند. بنیان‌گذاران و مدیران این دو شرکت، برادران کارل آلبرشت (زاده ۱۹۲۰) (دهمین فرد ثروتمند جهان) و تئو آلبرشت (زاده ۱۹۲۲) بودند.
این دو شرکت، هم‌اکنون بیش از ۱۱٫۲۳۵ شعبه در جهان دارند. برادران آلبرشت شرکت‌های خود را جهت تثبیت و نگهداری درازمدت سرمایه کل، در دهه ۱۹۷۰ میلادی به عنوان بنیاد ثبت کردند که به دلایل خاص و ویژه بنیادها هر سی سال یک بار مالیات بر درآمد مختصری برای شخصیت حقوقی بنیاد می‌پردازند. مالیات بر درآمد برداشت‌های شخصی مالکین به صورت عادی محاسبه و پرداخت می‌شود. این دو بنیاد (طبق قانون بنیادها) بخش خاصی از درآمد خالص خود را صرف یارانه‌های فرهنگی، علمی و اجتماعی می‌کنند.

## تاریخچه
کارل آلبرشت (پدر) (۱۸۸۶–۱۹۴۳) نانوا بود و در سال ۱۹۱۳ بخاطر ناخوشی آسم خاص نانوایان دست از کار برداشت و یک دکان نان فروشی به راه انداخت. در بهار همین سال همسر او «آنا آلبرشت» یک دکان خواربار فروشی به نام شوهرش در منطقه شونبک شهر اسن به راه انداخت. پس از جنگ جهاتی دوم در سال ۱۹۴۵ دو برادر، کارل و تئو مدیریت دکان را بدست گرفته و تصمیم به گسترش آن گرفتند. ایشان توانستند تا سال ۱۹۵۵ بیش از ۱۰۰ شعبه در ایالت نوردراین وستفالن راه اندازی کنند. این دو برادر در سال ۱۹۶۱ به دلایل نامعلومی (گاه گفته می‌شود بخاطر فروش سیگار) راهشان را از هم جدا کرده و شرکت را به دو نصف تقسیم کردند. در این هنگام برادران آلبرشت تعداد سیصد شعبه و گردش مالی سالانه‌ای بالغ بر ۹۰ میلیون مارک داشتند. برادران آلبرشت مسیحی کاتولیک بوده و گرایش مذهبی عمیقی داشتند.

## فعالیت
شرکت‌های کاملاً مستقل آلدی با نام‌های ALDI Nord و ALDI Süd از شرکت‌های موفق در صنعت خرده فروشی با قیمت های پایین شناخته می‌شوند. یکی از این شرکت ها در قسمت‌های شمالی و شرقی آلمان فعالیت کرده و دیگری در مناطق جنوبی و غربی مشغول به فعالیت می‌باشند.  ۱۱٫۲۳۵ شعبه  این دو شرکت تحت نظر ۶۶ حوزه مدیریتی مستقل فعالیت می‌کنند. در سطح بین‌المللی این زنجیره‌ها دارای ۱۱٫۲۳۵ فروشگاه می‌باشند (شمالی: ۴۷۲۵ شعبه و جنوبی: ۶۵۱۰ شعبه. آمار در تاریخ ۱۵ ژوییه ۲۰۲۲). آلدی به‌طور بسیار تعجب آوری بازار یونان را در سال ۲۰۱۰، یعنی دو سال پس از ورود ترک کرد. مهم‌ترین رقیب شرکت‌های آلدی، فروشگاه‌های زنجیره‌ای لیدل و نتو هستند.

## روش کار
ایده این دو برادر برای توسعه کسب و کار (فروش اجناس فاسد نشدنی و کنسرو در بیست سال اول کار، نچیدن رسمی و وقت گیر اجناس در طاقچه قفسه‌ها بلکه قراردادن کارتن باز شده در قفسه، نداشتن خط تلفن در شعبه‌ها، از حفظ بودن قیمت‌ها توسط صندوق دارها برای تسریع کار، همه‌کاره بودن خدمه از زمین شویی و رفتگری گرفته تا صندوق داری و مدیریت شعبه…) در آن زمان ایده‌های نوین بودند. امروزه این فروشگاه‌ها مواد غذایی تازه، وسایل الکترونیکی، انواع کفش و لباس و بسیاری اجناس دیگر مصرفی را عرضه می‌کنند.
خرید کلان با قیمتهای تثبیت شده ۵ تا ۱۰ ساله، طی قراردادهای طویل مدت و اعمال تخفیف حداکثری خرید از دیگر روش‌های مدیریت هستند. در گذشته یکی از روشهای متداول بازاریابی ارائه کوپنی همراه با خرید اجناس بود که مشتری با جمع‌آوری این کوپن‌ها و ارسال آن‌ها برای فروشنده قادر به دریافت قسمتی از پول خود بود. برادران آلبرشت با حذف این پروسه تخفیف را مستقیماً بر روی قیمت اجناس اعمال نمودند که این روش با استقبال خوبی روبرو شد. یکی از روشهای دیگر مورد استفاده این دو برادر حذف بسیار سریع اجناس کم فروش و کاهش هزینه‌ها و حذف هزینه‌های تبلیغاتی بود زیرا مشتری راضی خود بهترین مبلغ است. آن‌ها همچنین سعی بر آن داشتند تا اندازه فروشگاه‌های خود را کوچک نگاه دارند. یکی از شعارهای تبلیغاتی که این فروشگاه همیشه از آن استفاده می‌نمود، شعار «ارزانترین منبع غذایی» بود که بر درب فروشگاه نصب می‌شد.

### خریدهای شرکت آلدی
خریدهای شرکت آلدی توسط ALDI Einkauf SE & Co. oHG  (شرکت خرید آلدی با مسولیت محدود…) به صورت مرکزی انجام می‌گیرد. شرایط خرید از سوی این شرکت (فروختن به آلدی و همکاری با آلدی) سخت و پیچیده هستند. این شرکت در بسیاری موارد مبلغی تقریباً برابر ارزش کالای خریداری شده را از فروشنده به عنوان ضمانت نقدی یا بانکی دریافت می‌کند و در صورت خلاف در اعمال قرارداد (کیفیت کالا، کیفیت بسته‌بندی، رعایت استانداردها، رعایت تاریخ و ساعت رساندن کالا به انبار آلدی…) قسمتی یا که کل مبلغ را به عنوان جریمه ضبط می‌کند. در این رابطه تا به حال چند شرکت تولیدی یا فروشنده ورشکست شده‌اند. آلدی تا به حال چند بار کالاهای ایرانی از جمله خرما و زرشک به بازار عرضه کرده.